# Яковлев, Юрий Васильевич
Ю́рий Васи́льевич Я́ковлев (25 апреля 1928, Москва, СССР — 30 ноября 2013, Москва, Россия) — советский и российский актёр театра и кино; народный артист СССР (1976), лауреат Государственной премии Российской Федерации (1995), Государственной премии СССР (1979) и Государственной премии РСФСР имени К. С. Станиславского (1970), кавалер ордена Ленина (1988).
Один из самых популярных актёров Советского Союза, исполнитель более ста пятидесяти ролей в театре и кино. Мастер как комедийного («Гусарская баллада», «Иван Васильевич меняет профессию», «Ирония судьбы, или С лёгким паром!», «Кин-дза-дза!»), так и драматического («Идиот», «Опасный поворот», «Любовь земная») жанров. Был ведущим артистом Театра имени Е. Б. Вахтангова в период его расцвета. Болельщик московского «Спартака»[значимость факта?].

## Биография
Родился 25 апреля 1928 года в Москве в семье юриста Василия Васильевича и медсестры Ольги Михайловны Яковлевых.
С началом Великой Отечественной войны семью эвакуировали в Уфу, где Юрий работал вместе с матерью в госпитале. По возвращении в Москву в 1943 году учился в вечерней школе, работал помощником механика в гараже посольства США, увлекался дипломатией и иностранными языками, собираясь поступать в МГИМО.
Однако в 1948 году решил подать документы во ВГИК. Приёмная комиссия сочла внешность абитуриента «некиногеничной», и тогда Яковлев поступил в Щукинское училище на курс Цецилии Мансуровой, которое окончил в 1952 году, сразу же поступив на службу в Театр Вахтангова.
В 1953 году дебютировал в кино в первом албанском художественном фильме «Великий воин Албании Скандербег» Сергея Юткевича, удостоенном специальной премии на 7-м Каннском кинофестивале.
Первой крупной киноролью, прославившей молодого актёра, стала исполненная острого психологизма драматическая роль князя Мышкина в фильме «Идиот» (1958) Ивана Пырьева, которую он с успехом играл и на театральной сцене. Следующей, наглядно продемонстрировавшей его громадный творческий диапазон — героико-комическая роль поручика Ржевского в «Гусарской балладе» Эльдара Рязанова. За спиной Яковлева более 70 фильмов и главные роли в картинах ведущих советских режиссёров (Леонид Гайдай, Эльдар Рязанов, Георгий Данелия, Татьяна Лиознова, Владимир Басов и другие).
С конца 1950-х годов занимался также закадровым озвучиванием фильмов, а затем и мультфильмов.
Болел за московский «Спартак»[значимость факта?].
В последние годы жизни не снимался в кино, а последней ролью стал постаревший Ипполит в продолжении «Иронии судьбы» (2007), снятом спустя 32 года после выхода первого фильма.

### Последние годы жизни, смерть и похороны
Последний раз появился на публике 5 ноября 2013 года на благотворительном концерте-премии Фонда «Артист».
Скончался на 86-м году жизни 30 ноября 2013 года в одной из московских больниц после продолжительной болезни. Причиной смерти стал сердечный приступ или отёк лёгких. Прощание с актёром состоялось 3 декабря 2013 года в Театре имени Вахтангова. Похоронен на Новодевичьем кладбище.

## Семья
Дед — Василий Николаевич Яковлев, купец, был крупным производителем обуви для воронежского населения, гласным Воронежской городской Думы; владел лавками на площади у Смоленского собора.
Отец — Василий Васильевич Яковлев, юрист, родился в Воронеже. Мать — Ольга Михайловна Иванова, медсестра, родилась в Таганроге.
Первая жена — Кира Андреевна Мачульская (1952—1961), врач.
Дочь — Алёна Яковлева (род. 1961), актриса Театра сатиры, народная артистка РФ (2008). Внучка — Мария Козакова (род. 1992), актриса Театра сатиры.
Вторая жена (1961—1964) — Екатерина Райкина, актриса, заслуженная артистка РСФСР (1976).
Сын — Алексей Яковлев (род. 1961), актёр Театра имени Ермоловой, ныне бизнесмен. Внучка — Елизавета (род. 2003).
Третья жена — Ирина Сергеева, заслуженный работник культуры РФ, заведующая Музеем Театра имени Вахтангова.
Сын — Антон Яковлев (род. 1969), режиссёр, актёр, сценарист. Художественный руководитель Московского драматического театра имени Н. В. Гоголя. Внук — Пётр (род. 1999). Внучка — Варвара (род. 2014). Внучка — Александра (род. 2024).

## Творчество

### Роли в Театре имени Е. Б. Вахтангова (1952—2011)
- 1952 — «Отверженные» по В. Гюго; режиссёр А. Ремизова — 2-й жандарм
- 1952 — «Сирано де Бержерак» Э. Ростана; режиссёр Н. Охлопков — гвардеец
- 1952 — «Два веронца» У. Шекспира; режиссёр Е. Симонов — Турио
- 1952 — «Много шума из ничего» У. Шекспира; режиссёр И. Рапопорт, художник В. Рындин, музыка Т. Хренникова — Кисель
- 1953 — «Великий государь» В. Соловьёва; режиссёр Б. Захава — Вельский
- 1953 — «Европейская хроника» А. Арбузова; режиссёр Е. Симонов — Рослен
- 1953 — «Раки» С. Михалкова; режиссёры Р. Симонов, Б. Захава — Ленский
- 1953 — «Макар Дубрава» А. Корнейчука; режиссёр И. Рапопорт — Кондрат
- 1954 — «Горя бояться — счастья не видать» С. Маршака; режиссёр Е. Симонов, художник К. Юон — Заморский Принц
- 1954 — «Перед заходом солнца» Г. Гауптмана; режиссёр А. Ремизова — Советник
- 1954 — «Глубокие корни» Д. Гоу, А. Д’Юссо; режиссёр Р. Симонов — Рой Максуэлл
- 1955 — «Да, вот она — любовь» В. Кетлинской; режиссёр Е. Симонов — Рябчиков
- 1956 — «Фома Гордеев» по М. Горькому; режиссёр Р. Симонов — Жан Звонцов
- 1956 — «Ромео и Джульетта» У. Шекспира; режиссёр И. Рапопорт, художник В. Рындин — Бенволио
- 1956 — «Филумена Мартурано» Э. де Филиппе; режиссёр Е. Симонов — Риккардо
- 1957 — «Город на заре» А. Арбузова; режиссёр Е. Симонов — Вениамин Альтман
- 1958 — «Идиот» по Ф. Достоевскому; режиссёр А. Ремизова — Очаровательный князь
- 1959 — «Стряпуха» А. Софронова; режиссёр Р. Симонов — Андрей Пчёлка
- 1960 — «Дамы и гусары» А. Фредро; режиссёр А. Ремизова — Майор
- 1960 — «Пьеса без названия» А. Чехова; режиссёр А. Ремизова — Трилецкий
- 1961 — «Стряпуха замужем» А. Софронова — Андрей Пчёлка
- 1961 — «Русский лес» по Л. Леонову — Китель
- 1962 — «Живой труп» Л. Толстого; режиссёр Р. Симонов — Каренин
- 1962 — «Двое на качелях» У. Гибсона; режиссёр Д. Андреева — Джерри Райан
- 1963 — «Принцесса Турандот» К. Гоцци; режиссёр Р. Симонов — Панталоне
- 1964 — «Ливень» Б. Войтехова; режиссёр М. Астангов — Иван
- 1964 — «Миллионерша» Дж. Б. Шоу; режиссёр А. Ремизова — Доктор-египтянин
- 1965 — «Правда и кривда» М. Стельмаха; режиссёр Р. Симонов — Заднепровский
- 1965 — «Насмешливое моё счастье» Л. Малюгина; режиссёр А. Ремизова — Антон Чехов
- 1966 — «Конармия» И. Бабеля; режиссёр Р. Симонов — Хлебников
- 1967 — «Планета надежды» А. Коломийца; режиссёр Е. Симонов — Интеллигент
- 1968 — «На всякого мудреца довольно простоты» А. Островского; режиссёр А. Ремизова — Глумов
- 1970 — «Память сердца» А. Корнейчука; режиссёр Е. Симонов — Террачини
- 1971 — «Здравствуй, Крымов» Р. Назарова; режиссёр А. Ремизова — Крымов
- 1971 — «Выбор» А. Арбузова; режиссёр Л. Варпаховский — Двойников
- 1972 — «Шаги командора» В. Коростылёва; режиссёр А. Ремизова — Николай I
- 1974 — «День-деньской» А. Мишарина; режиссёр Е. Симонов — Семеняка
- 1974 — «Маленькие трагедии» А. С. Пушкина; режиссёр Е. Симонов — Моцарт
- 1975 — «Господа Глембаи» М. Крлежа; режиссёр М. Белович — Леон Глембай
- 1976 — «Неоконченный диалог» В. Чичкова; режиссёр Е. Симонов — Сальвадор Альенде
- 1977 — «Гибель эскадры» А. Корнейчука; режиссёр Е. Симонов — Адмирал Гранатов
- 1978 — «Дела давно минувших дней» Н. Гоголя; режиссёр А. Ремизова — Автор
- 1979 — «Великая магия» Э. де Филиппо; режиссёр М. Белович — Калоджеро
- 1979 — «Леший» А. Чехова; режиссёр Е. Симонов — Хрущов
- 1983 — «Анна Каренина» по Л. Толстому; режиссёр Р. Виктюк — Каренин
- 1985 — «Три возраста Казановы» М. Цветаевой; режиссёр Е. Симонов — старый Казанова
- 1987 — «Кабанчик» В. Розова; режиссёр А. Шапиро — Василий Прокофьевич
- 1988 — «Стакан воды» Э. Скриба; режиссёр А. Белинский — Болингброк
- 1990 — «Уроки мастера» Д. Паунелла; режиссёр Р. Виктюк — Сергей Прокофьев
- 1993 — «Без вины виноватые» А. Островского; режиссёр П. Фоменко — Дудукин
- 1995 — «Весёлые парни» Н. Саймона; режиссёр А. Житинкин — Вилли Кларк
- 1996 — «Пиковая дама» по А. Пушкину; режиссёр П. Фоменко — Гусар, Граф Сен-Жермен / Англичанин / Чекалинский
- 1999 — «Чудо Святого Антония» М. Метерлинка; режиссёр П. Фоменко — Ашиль
- 2003 — «Чайка» А. Чехова; режиссёр П. Сафонов — Сорин
- 2011 — «Пристань» («Тёмные аллеи») по мотивам произведений Б. Брехта, И. Бунина, Ф. Достоевского, Ф. Дюрренматта, А. Миллера, А. Пушкина, Э. де Филиппо — Николай Алексеевич

### Фильмография
- 1953 — Великий воин Албании Скандербег — воин
- 1953 — Толстый и тонкий (короткометражный) — Тонкий
- 1956 — На подмостках сцены — Чахоткин, актёр
- 1957 — Необыкновенное лето — Василий Дибич, поручик
- 1958 — Ветер — Леонид Закревский, поручик
- 1958 — Идиот — Лев Николаевич Мышкин, князь
- 1959 — Заре навстречу — Пётр Григорьевич Сапожков
- 1961 — Человек ниоткуда — Владимир Поражаев, антрополог
- 1961 — Суд сумасшедших — Рихард Старк, журналист
- 1962 — Гусарская баллада — поручик Ржевский
- 1962 — Большая дорога — поручик Поливанов
- 1964 — Лёгкая жизнь — Александр Петрович Бочкин
- 1965 — Русский лес — Киттель, немецкий офицер
- 1965 — Друзья и годы — Юрий Павлович Державин
- 1966 — Выстрел — граф
- 1966 — Девочка на шаре — отец Дениски
- 1967 — Анна Каренина — Стива Облонский, брат Анны
- 1967 — Крыжовник — Павел Константинович Алёхин, помещик
- 1968 — Крах — Андрей Павлович Фёдоров / Мухин
- 1968 — Портрет Дориана Грея — лорд Генри
- 1969 — Король-олень — король Дерамо
- 1969 — Сюжет для небольшого рассказа — Игнатий Потапенко
- 1970 — Чайка — Борис Алексеевич Тригорин
- 1972 — Опасный поворот — Роберт Кэплен
- 1972 — Схватка — Иоахим, немецкий инженер
- 1973 — Иван Васильевич меняет профессию — Иван Васильевич Бунша, управдом / царь Иван Васильевич Грозный
- 1973 — Много шума из ничего (нет в титрах)
- 1974 — Любовь земная — Тихон Иванович Брюханов, секретарь райкома
- 1974 — Обещание счастья (новелла № 1 «Ночь в октябре») — писатель
- 1975 — Ирония судьбы, или С лёгким паром! — Ипполит Георгиевич, жених Нади
- 1977 — Судьба — Тихон Иванович Брюханов
- 1977 — Юлия Вревская — великий князь Николай Николаевич Старший
- 1978 — Бархатный сезон — де Брашен, миллионер
- 1978 — Три ненастных дня — Игорь Васильевич Корнилов, полковник милиции, следователь
- 1979 — Поэма о крыльях — Игорь Сикорский
- 1980 — Идеальный муж — сэр Роберт Чилтерн
- 1980 — Три года — Григорий Николаевич Панауров, муж Нины Фёдоровны
- 1981 — Мы, нижеподписавшиеся — Юрий Николаевич Девятов
- 1981 — Бешеные деньги — Иван Петрович Телятев
- 1981 — Карнавал — Михаил Иосифович Соломатин, отец Нины
- 1985 — Битва за Москву — Петровский, генерал
- 1986 — Левша — царь Николай I
- 1986 — Кин-дза-дза! — Би, пацак
- 1986 — Время сыновей — Антон Васильевич Дубцов, академик
- 1987 — К расследованию приступить (фильм 2-1 «Клевета») — Антон Михайлович Звягинцев
- 1987 — Претендент — Билли Хадсон
- 1988 — Штаны — Даниил Семёнович Бацанов, актёр
- 1990 — Ловушка для одинокого мужчины — комиссар полиции
- 1991 — Машенька — Антон Сергеевич Подтягин
- 1991 — Плащаница Александра Невского — Николай Уваров, профессор
- 1991 — Семь дней после убийства — Михаил Романович, генерал
- 1991 — Дело — князь
- 1992 — Гардемарины — III — Степан Апраксин
- 1992 — 1997 — Мелочи жизни — Андрей Николаевич Самофалов, политик
- 1992 — Милостивые государи — автор / комик / «Милостливый государь» / Колпаков / доктор
- 1992 — Танцующие призраки — отец Игоря
- 1993 — Дети чугунных богов — генерал
- 1993 — Супермен поневоле, или Эротический мутант — отец Анатолия
- 1993 — Трагедия века — Петровский, генерал (хроника из «Битва за Москву»)
- 1997 — Графиня де Монсоро — барон де Меридор
- 1998 — Старые песни о главном 3 — Иван Васильевич Бунша, заместитель главы администрации района / царь Иван Грозный
- 2001 — Дракоша и компания (37-я серия) — профессор
- 2006 — Первый скорый (музыкальный фильм) — Ипполит Георгиевич, бывший жених Нади
- 2007 — Ирония судьбы. Продолжение — Ипполит Георгиевич, бывший муж Нади и папа Нади-младшей

### Телеспектакли
- 1956 — Много шума из ничего — Кисель
- 1959 — Город на заре — Альтман
- 1962 — Интервью у весны (из спектакля «Стряпуха замужем») — Андрей Пчёлка
- 1963 — Бабушкин роман — Антон Планшар
- 1963 — Три тетради
- 1965 — Под каштанами Праги — Тихий
- 1966 — Коллекция Капы — Севастьянов
- 1966 — Рассказы Веры Кетлинской
- 1967 — Курьер Кремля — Вацлав Воровский
- 1968 — Портрет Дориана Грея — лорд Генри Уоттон
- 1969 — А вы, товарищ? — председатель
- 1969 — Фауст — Мефистофель
- 1970 — Драма на охоте — Сергей Петрович Камышев
- 1970 — Забыть своё прошлое
- 1971 — На всякого мудреца довольно простоты — Глумов
- 1971 — Принцесса Турандот — Панталоне
- 1973 — Память сердца — Антонио Террачини
- 1974 — Миллионерша — доктор-мусульманин
- 1975 — Конармия — Афанасий Хлебников
- 1975 — Насмешливое моё счастье — Антон Павлович Чехов
- 1976 — Дамы и гусары — майор
- 1977 — По страницам «Голубой книги» — автор
- 1978 — Вечер старинных русских водевилей (водевиль «Дайте мне старуху») — Логин Осипович Пустернак
- 1978 — Вечер воспоминаний — Евгений Александрович Сведомский, пианист
- 1978 — Игра — Майло Тиндл
- 1979 — Господа Глембаи — Леон Глембай
- 1979 — Поросячья этика — Джефф Питерс
- 1980 — Альманах сатиры и юмора (интермедия «Шубка»)
- 1980 — Великая магия — Калоджеро ди Спелта
- 1980 — История кавалера де Грие и Манон Леско — отец де Грие
- 1981 — Леший — Хрущов
- 1981 — Кража — Томас Чалмерс
- 1983 — Потоп — Фрэзер
- 1984 — Этот фантастический мир (выпуск № 10 «Знак Саламандры») — Битти, брандмейстер
- 1987 — 1988 — Игра в детектив — автор криминальных романов
- 1987 — Мастер — Воланд[22][23]
- 1988 — Кругосветное путешествие Бертольда Брехта
- 1992 — Роковые яйца — автор / профессор Персиков
- 1994 — Без вины виноватые — Нил Стратоныч Дудукин
- 2011 — Пристань (отрывок 5 «Тёмные аллеи») — Николай Алексеевич

### Озвучивание фильмов
- 1959 — Баллада о солдате — голос за кадром (нет в титрах)
- 1959 — Чайковский (документальный) — читает текст «за Чайковского»
- 1960 — Евгения Гранде — голос от автора
- 1961 — Чужой бумажник (короткометражный) — голос за кадром
- 1962 — Большая дорога — голос от автора
- 1963 — Учитель из Виджевано — Антонио Момбелли (роль А. Сорди)
- 1963 — Русское чудо — читает русский текст
- 1963 — Пропало лето — голос за кадром (нет в титрах)
- 1965 — Как вас теперь называть? — читает перевод
- 1966 — Берегись автомобиля — голос за кадром
- 1967 — Лесная симфония (документальный) — читает текст
- 1968 — Гимнастёрка и фрак (документальный) — читает текст
- 1969 — Красная палатка — Амундсен (роль Ш. Коннери)
- 1969 — Посол Советского Союза — Юлиус Хельмер, финансист (роль Г. Цилинского)
- 1971 — Старики-разбойники — читает текст
- 1973-1974 — Потоп — Михал Володыевский (роль Т. Ломницкого)
- 1974 — Обещание счастья — текст от автора
- 1974 — Мосфильму 50 (документальный) — читает текст
- 1976 — Художник Илья Глазунов (документальный) — читает текст
- 1977 — Сказание о храбром витязе Фэт-Фрумосе — дракон Лаур-Балаур (роль И. Унгуряну)
- 1978 — Право первой подписи — читает текст
- 1980 — А. П. Чехов. Чайка (документальный) — читает письма Чехова
- 1982,1983 — Путешествие к Чехову (документальный) — читает фрагменты чеховских произведений
- 1984 — Путь к восходу. Об истории освоения Сибири и Дальнего Востока (документальный) — читает текст за кадром
- 1985 — Анна Павлова — Альфред Батт (роль Б. Форсайта)
- 1985 — Джинджер и Фред — Пиппо Боттичелла («Фред») (роль М. Мастроянни)
- 1985 — Страховой агент — голос за кадром
- 1987 — Загон — президент Мухаммед (роль А. Фуддаха)
- 1987 — Избранник судьбы — текст от автора
- 1988 — Физики — читает текст
- 1991 — Ближний круг — профессор Бартнев (роль Ф. Шаляпина)
- 1992 — Давайте без фокусов! — читает текст
- 1992 — Летние каникулы Антона Чехова (документальный) — читает фрагменты писем и произведений Чехова
- 1995 — Воровка — читает текст
- 1996 — Старые песни о главном 1 — читает текст
- 1997 — Корабль двойников — читает текст
- 1998 — Путешествие по Пушкинской Москве — от автора

### Озвучивание мультфильмов
- 1967 — Книга джунглей — Шер-Хан (дубляж студии «Пифагор», 2007 г.)[24]
- 1970 — Синяя птица — дедушка
- 1972 — Фаэтон сын Солнца — космонавт
- 1974 — Похождения Чичикова. Манилов — читает текст
- 1975 — Парта Гугуцэ — директор школы[25]
- 1978 — Муми-тролль и другие — Снусмумрик
- 1981 — Отражение — читает текст
- 1981 — Халиф-аист — визирь халифа
- 1981 — Приключения Васи Куролесова — капитан Болдырев
- 1982 — Старуха, дверь закрой! — читает текст
- 1982 — Отчего кошку назвали кошкой — читает текст
- 1986 — Воспоминание о будущем (Фитиль № 287) — читает текст
- 1986 — Улыбка Леонардо да Винчи — читает текст
- 1987 — Самовар Иван Иваныч — читает текст
- 1988 — Остров сокровищ — Бен Ганн
- 1989 — Музыкальный магазинчик — читает текст
- 1989 — Рождение Эрота — Зевс
- 1991 — Иван-царевич и Серый Волк — читает текст

### Литературно-поэтические записи, радиоспектакли
- А. Грин «Алые паруса» (Клуб знаменитых капитанов) — Артур Грэй
- А. Дюма «Три мушкетёра» (режиссёр Р. Иоффе) — от автора / герцог Бекингем (1960)
- С. Лем «Звёздные дневники Ийона Тихого» — Тарраканин (1988)
- И. Бабель «Конармия» (радиоспектакль)
- А. Сафронов «Стряпуха» (радиоспектакль)
- Э. де Филиппо «Великая магия» (радиоспектакль)
- Э. Скриб «Стакан воды» (радиоспектакль)
- Стендаль «Пармская обитель» (радиоспектакль)
- И. Гёте «Фауст» (радиоспектакль)
- Е. Шварц «Тень» (радиоспектакль)
- И. Ильф, Е. Петров «12 Стульев» (радиоспектакль) — Киса Воробьянинов
- И. Гончаров «Обломов» (радиоспектакль)
- А. Чехов «Дуэль» (радиоспектакль)
- Вс. Ильинский «Левитан и Чехов» (радиоспектакль)
- Ж. Сименон «Тайна голубой комнаты» (радиоспектакль)
- Ю. Смолич «Мир хижинам, война дворцам» (радиоспектакль)
- Л. Малюгин «Насмешливое моё счастье» (радиоспектакль)
- А. Островский «Без вины виноватые» (радиоспектакль)
- М. Чулков «Пригожая повариха» (радиоспектакль)
- «Русские народные сказки» (аудиокнига)
- А. Пушкин «Дубровский» (аудиокнига)
- М. Булгаков «Собачье сердце» (аудиокнига)
- М. Булгаков «Театральный роман» (аудиокнига)
- Ги де Мопассан «Мисс Гарриет» (аудиокнига)
- Э. По «Золотой жук» (аудиокнига)
- В. Уильямс «Ада Даллас» (аудиокнига)
- «Сказки Шарля Перро» (аудиокнига)
- А. Дюма «Дама с камелиями» (аудиокнига)
- Дж. Голсуорси «Сага о Форсайтах» (аудиокнига)

### Озвучивание грампластинок
- «Приключения кузнечика Кузи на планете Туами» — астронавт Рэл
- «Лебединое озеро» — принц Зигфрид
- «Остров сокровищ» — от автора
- «Бом-Бом-Бом, Открывается альбом…» — читает текст
- «Письма 1878—1888 гг.» — П. И. Чайковский. Литературно-музыкальная композиция.

### Клипы
- 1994 — «Агата Кристи» (песня «Сказочная тайга») — камео

### Участие в документальных фильмах
- 2000 — Николай Гриценко (из цикла телепрограмм канала «ОРТ» «Чтобы помнили»)
- 2005 — Иван Васильевич меняет профессию (из авторского цикла передач о советском кинематографе «Рождение легенды»)
- 2006 — Ирония судьбы Барбары Брыльской. Продолжение
- 2006 — Три с половиной жизни Ивана Пырьева
- 2007 — Жизнь без вранья. Евгений Матвеев
- 2008 — Кин-дза-дза! Территория Данелии (из серии документальных фильмов в цикле передач «Живая история» телекомпании «Петербург — 5 канал»)
- 2008 — Ирония судьбы, или С лёгким паром! (из цикла телепередач телеканала «СТБ»)
- 2009 — Гусарская баллада (из цикла телепередач телеканала «СТБ»)
- 2009 — Иван Васильевич меняет профессию (из цикла телепередач телеканала «СТБ»)
- 2012 — Покровские ворота (из цикла телепрограмм «Тайны советского кино»)

### Книги
- Яковлев Ю. Альбом судьбы моей. — М.: Искусство, 1997. — 288 с. — ISBN 5-210-01364-2.
- Яковлев Ю. Между прошлым и будущим. — М.: Астрель; АСТ, 2003. — 320 с. — ISBN 5-17-021054-X, ISBN 5-271-07462-5.

## Награды и премии
Государственные награды:
- Заслуженный артист РСФСР (1961) — за заслуги в области советского театрального искусства[26]
- Народный артист РСФСР (1968) — за заслуги в области советского театрального искусства[27]
- Государственная премия РСФСР имени К. С. Станиславского (1970) — за исполнение ролей в спектакле «На всякого мудреца довольно простоты» А. Н. Островского[28]
- Народный артист СССР (1976) — за большие заслуги в области советского театрального искусства[29]
- Орден Трудового Красного Знамени (1978) — за заслуги в развитии советского театрального искусства и в связи с 50-летием со дня рождения[30]
- Государственная премия СССР в области литературы, искусства и архитектуры (1979) — за кинодилогию «Любовь земная» и «Судьба»[31]
- Орден Ленина (1988) — за большие заслуги в развитии советского театрального искусства и в связи с шестидесятилетием со дня рождения[32]
- Государственная премия Российской Федерации в области литературы и искусства (1995) — за спектакль Государственного академического театра имени Евг. Вахтангова «Без вины виноватые» по пьесе А. Н. Островского[33]
- Орден «За заслуги перед Отечеством» III степени (1996) — за заслуги перед государством и выдающийся вклад в развитие театрального искусства[34]
- Благодарность Президента Российской Федерации (1998) — за большой личный вклад в развитие отечественного театрального искусства и в связи с 70-летием со дня рождения[35]
- Премия президента Российской Федерации в области литературы и искусства (2004) — за выдающийся творческий и научный вклад в художественную культуру России[36]
- Орден «За заслуги перед Отечеством» II степени (2008) — за выдающиеся заслуги в развитии отечественного театрального и кинематографического искусства, многолетнюю творческую деятельность[37]

### Другие награды и премии
- Победитель конкурса-смотра «Золотые маски», награждён знаком «Серебряная маска» за лучшее исполнение мужской роли (Сальвадор Альенде, «Неоконченный диалог») (1976)
- Золотая медаль имени А. П. Довженко — за фильм «Судьба» (1978)
- Театральная премия «Хрустальная Турандот» (1998)
- Кинофестиваль «Виват кино России!» в Санкт-Петербурге (Премия «За верность идеалу в искусстве») (1998)
- Премия деловых кругов «Кумир» — за высокое служение искусству (1999)
- Кинофестиваль «Амурская осень» в Благовещенске (Специальный приз «За честь и достоинство») (2005)
- Международная премия Станиславского (Международный Фонд К. С. Станиславского, 2006)[38]
- Памятная медаль «150-летие А. П. Чехова» (2010)[39]
- Российская национальная актёрская премия имени Андрея Миронова «Фигаро» (2011)[40]
- Премия зрительских симпатий «Звезда театрала» в номинации «Легенда сцены» (2013)
- Почётный член Российской академии художеств[41]

## Память
- 25 апреля 2019 года в день рождения Юрия Яковлева состоялось открытие мемориальной доски по адресу Плотников переулок, дом 10, где актёр жил с 1980 года. Скульпторы — Дарья Успенская и Виталий Шанов[42].
- 6 сентября 2022 года на Арбате открыт групповой памятник Василию Лановому, Владимиру Этушу и Юрию Яковлеву, расположенный во дворе у Симоновской сцены Вахтанговского театра[43]. По задумке скульптора Филиппа Трушина и главного художника театра Максима Обрезкова, в сюжете памятника отражена беседа между ведущими артистами по пути в театр[44].

- «Юрий Яковлев. „Баловень судьбы“» («Первый канал», 2008)[45]
- «Юрий Яковлев. „Царь. Очень приятно!“» («Первый канал», 2013)[46][47]
- «Юрий Яковлев. „Последняя пристань“» («Первый канал», 2014)[48][49]
- «Юрий Яковлев. „Последний из могикан“» («ТВ Центр», 2015)[50]
- «Юрий Яковлев. „Легенды кино“» («Звезда», 2016)[51]
- «Юрий Яковлев. „Последний день“» («Звезда», 2018)[52]
- «Юрий Яковлев. „Судьба за кадром“» («Мир», 2018)[53]
- «Юрий Яковлев. „Распустились тут без меня!“» («Первый канал», 2018)[54][55]
- «Юрий Яковлев. „Диагноз: донжуан“» («ТВ Центр», 2020)[56]
- «Юрий Яковлев. „Я хулиган не только в кино“» («ТВ Центр», 2020)[57]
- «Ирония судьбы. С любимыми не расставайтесь…» («Первый канал», 2020)[58][59]